# Lilea Budjurova
Lilea Budjurova (nume complet în ucraineană Лиля́ Русте́мовна Буджу́рова, iar în tătară crimeeană Lilâ Rustem qızı Bucurova; n. 1 noiembrie 1958, Angren⁠(d), Uzbekistan) este o poetă și jurnalistă ucraineană de etnie tătară crimeeană.

## Biografie
S-a născut la 1 noiembrie 1958 în orașul Angren⁠(d) din Uzbekistan. A absolvit Facultatea de Filologie a Institutului Pedagogic Regional de Stat din Tașkent⁠(d) în 1979. În 1979-1991 a lucrat în aceeași instituție ca profesoară de literatură rusă și străină.

### Activitate jurnalistică
În 1989, ea a publicat prima sa colecție de samizdat „Biletul necumpărat” (în ucraineană «Некуплений квиток», transliterat: «Nekuplenîi kvîtok»), apoi colecția „Când ne vom întoarce...” (în ucraineană «Коли ми повернемось …», transliterat: «Kolî mî povernemos …»). S-a mutat în Crimeea în 1991.
Până în 1997, a lucrat ca redactor-șef al ziarului tătar crimeean Avdet⁠(d); potrivit ei însăși, a fost concediată pentru că l-a criticat pe Mustafa Cemilev⁠(d). Ulterior a fost redactor principal al Companiei teleradio de stat „Krîm”⁠(d). De-a lungul anilor, ea a găzduit aici emisiunile „Ana-iurt” («Ана-юрт»), „Nebezpecina zona” («Небезпечна зона») etc. Din 2004 până în 2014 a fost redactorul-șef al ziarului Perșa Krîmska. În perioada 1992-2009 a fost corespondent al postului de televiziune STB⁠(d) și tot din 1992 până în prezent este corespondent al France Presse. A publicat articole în publicația online Ukraiinska pravda⁠(d). Este președinta Asociației Jurnaliștilor Liberi din Crimeea din 1997.
În 2012 a devenit director general adjunct pentru politica informațională la canalul ATR; tot acolo a prezentat emisiunea politico-socială „Gravitația”. Canalul respectiv s-a închis la 1 aprilie 2015. Din august 2015 Budjurova a fost director adjunct al studioului de producție „QaraDeniz production” și unul din organizatorii concursului anual de talente pentru copii „Сanlı ses”.

### Politică
În 1991 a fost delegată la cea de-a II-lea Adunare a poporului tătar crimeean. A fost aleasă de două ori în Mejlis-ul tătar crimeean; mandatele sale au durat din 1991 până în 1997. Din 1994 până în 1998 a fost deputat în Consiliul Suprem al Republicii Autonome Crimeea⁠(d). La 2 noiembrie 2015, în casa ei a avut loc o percheziție în legătură cu un dosar penal împotriva lui Lenur Isleamov⁠(d).

## Recunoaștere
Lilea Budjurova a fost distinsă cu următoarele premii și onoruri:
- premiul „İsmail Gasprinsky” pentru două colecții samizdat de poezii și o serie de articole jurnalistice (1992)
- premiul „Vasîl Stus” (2001)
- titlul onorific Jurnalist Emerit al Ucrainei⁠(d) (2005)[7]
- Ordinul de Merit⁠(d), clasa III (2015)[8]
- premiul „Standards of journalism” (Ucraina, 2018)[9]